# Max Geilinger-Stiftung
Die Max Geilinger-Stiftung wurde 1962 in Zürich zur Förderung und Verbreitung der Werke des Zürcher Lyrikers und Dramatikers Max Geilinger (1884–1948) errichtet. 

## Geschichte und Zweck
Zur Förderung des Andenkens an ihren Gatten Max Geilinger und Verbreitung seines literarischen Werks verfügte die gebürtige Engländerin Frances Dalton testamentarisch die Errichtung der Stiftung. Der Stiftungszweck zielt auf die Unterstützung der literarischen und kulturellen Beziehungen zwischen der Schweiz und dem angelsächsischen Raum. Höhepunkt der Stiftungstätigkeit ist die alle zwei bis drei Jahre stattfindende Verleihung des renommierten Max Geilinger-Preises in der Höhe von CHF 25‘000. Unterstützt werden ausserdem weitere Anlässe und Publikationen, die dem Stiftungszweck entsprechen. Alimentiert werden dabei unter anderem der Geilinger Stipendienfonds für Übersetzungen und das Stipendium für das Max Geilinger Junior Fellowship am German Department des Queen Mary College der Universität London für Schweizer Nachwuchswissenschafterinnen und -wissenschafter der Germanistik und Anglistik. Eine von Alfred A. Häsler  im Auftrag der Stiftung erstellte Darstellung von Leben und Werk Max Geilingers erschien 1967.

## Bisherige Preisträger
- 1969: Fritz Güttinger, Zürich: Übersetzer, Herausgeber und Kommentator angelsächsischer Literatur
- 1972: Fritz Senn, Zürich: Arbeiten über James Joyce
- 1975: Elisabeth Schnack, Zürich: Übertragungen englischer Literatur aus dem Sprachraum Irlands, Englands, Schottlands, der Vereinigten Staaten, Australiens und Südafrikas ins Deutsche
- 1978: Ilse Leisi, Zürich: Übersetzung von Jane Austens Persuasion und George Eliots Middlemarch, zusammen mit Hans Heinrich Meier, Amsterdam: Versübertragung von Miltons Paradise Lost
- 1981: George Richard Potter, Universität Sheffield: Forschungsarbeit in englischer Sprache über Huldrych Zwingli
- 1982: William G. Moulton, Universität Princeton, USA: Linguistische Arbeiten über Dialektforschung des Schweizerdeutschen
- 1986: James Martin Lindsay, University of Western Australia, Perth: Arbeiten über Gottfried Keller
- 1988: Christopher Middleton, Universität Texas in Austin, USA: Übersetzung von Werken Robert Walsers
- 1991: Gordon A. Craig, Stanford University in Palo Alto, USA: Geld und Geist – Zürich im Zeitalter des Liberalismus 1830–1869, aus dem Englischen übersetzt von Karl Heinz Siber
- 1994: Robert J. Schneebeli, Zürich: Übertragung und Erläuterung von Satiren und Streitschriften Jonathan Swifts
- 1997: W. Peter Stephens, Universität Aberdeen, Schottland: Standardwerk über Huldrych Zwingli
- 2000: Stephen P. Halbrook, Fairfax, Virginia, USA: Target Switzerland – Swiss Armed Neutrality in World War II
- 2002: The Zurich Comedy Club, Zürich: Vermittlung angelsächsischer Theaterkultur
- 2005: Irma Wehrli-Rudin, Davos: Übertragungen angelsächsischer Prosa und Poesie; Sabine Dörlemann, Zürich: Übersetzerin und Verlegerin angelsächsischer Literatur
- 2007: Rüdiger Ahrens, Universität Würzburg; Andreas Fischer, Universität Zürich; Ulrich Suerbaum, Universität Bochum: Herausgeber der Englisch-deutschen Studienausgabe der Dramen Shakespeares
- 2009: Christopher Walton, Solothurn: Vermittler schweizerischen Musikschaffens in der angelsächsischen Welt
- 2012: Übersetzerhaus Looren, Wernetshausen/Hinwil: Förderung von Arbeiten literarischer Übersetzerinnen und Übersetzer
- 2015: Angela Schader, Zürich: Feuilletonredaktorin der Neuen Zürcher Zeitung für Literatur und Kulturberichterstattung; Donal McLaughlin, Glasgow: Literaturübertragungen aus dem Deutschen und Schweizerdeutschen ins Englische
- 2017: Randolph C. Head, Professor für Europäische Geschichte an der University of California, Riverside: Herausragendes wissenschaftliches Werk über die Geschichte der Schweiz und insbesondere Graubündens in der frühen Neuzeit